# Espacio Escultórico

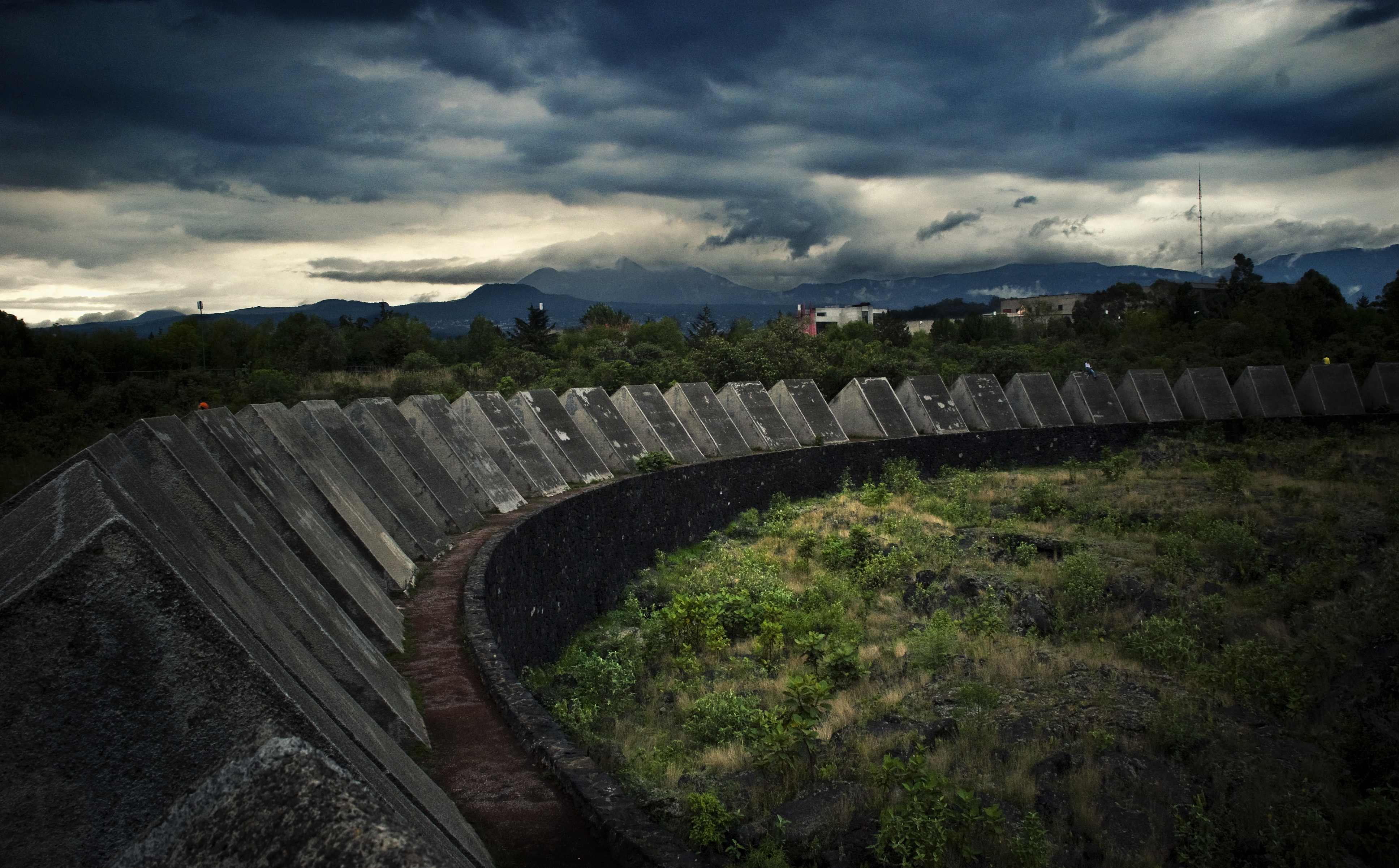
Espacio Escultórico

El Centro del Espacio Escultórico  es una de las obras de arte público más importantes de América Latina. Es un espacio que forma parte del patrimonio de la Universidad Nacional Autónoma de México ubicado en el Centro Cultural Universitario (CCU), en Ciudad Universitaria, al sur de Ciudad de México. El Espacio Escultórico es una escultura circular de 120 metros de diámetro, compuesta por 64 módulos o prismas triangulares, sobre un anillo circular de piedra que contiene un mar de lava sin rasgos de tierra ni vegetación. Su finalidad, de acuerdo con los artistas que lo crearon, es la contemplación de lo bello, tanto al interior del lugar como al exterior. De acuerdo con el escultor Manuel Felguérez, este tipo de contemplación "enriquecerá la visión estética tanto del detalle, como del conjunto, y cambiará a la vez el concepto tradicional de cultura por el de Espacio Escultórico".
Este espacio es una obra monumental colectiva a cargo de los artistas Federico Silva, Helen Escobedo, Hersúa, Manuel Felguérez, Mathias Goeritz y Sebastián, todos ellos colaboradores constantes en el desarrollo de la cultura y la docencia de la UNAM e influenciados por dos corrientes escultóricas: el minimal art, que se plasma en su estructura circular de piedra que soporta los 64 prismas seriados, y el land art, ya que fue creado con el objetivo de combinar la ecología y el arte para reproducir la imagen cósmica del mundo prehispánico.
De acuerdo con sus creadores, el Espacio Escultórico "busca hacer del arte un gran acontecimiento para todos y para siempre, superando, al menos en esta experiencia, el voluntarismo individualista autosuficiente y caduco".

## Historia
La construcción del Centro Cultural Universitario (CCU), del cual forma parte el Espacio Escultórico, se dio bajo la rectoría de Guillermo Soberón entre 1976 y 1981. Se ubicó cerca de la avenida de los Insurgentes y Anillo Periférico, dentro de los territorios que hoy conforman la Reserva Ecológica del Pedregal de San Ángel.  
El 4 de noviembre de 1977 el rector anunció el inicio del proyecto Centro de Espacio Escultórico a cargo de Federico Silva, Helen Escobedo, Hersúa, Manuel Felguérez, Mathias Goeritz y Sebastián, artistas que compartían la tendencia al Geometrismo y al uso de materiales como el concreto y las estructuras metálicas. Además se unieron al equipo biólogos, geólogos, botánicos, ecólogos, ingenieros y arquitectos, organizados por medio de un grupo coordinador, un grupo de apoyo técnico y un grupo de apoyo administrativo. El proyecto escultórico debía de ser "fruto de una concepción del arte como investigación, como extensión de la cultura y como compromiso con la realidad social", en palabras de Felguérez. 
Los recursos económicos estuvieron a cargo de la Universidad. El equipo de planificación y realización lo dirigieron el arquitecto Raúl Kobeh Hedere y el ingeniero Francisco J. Montellanos. El equipo coordinador fue liderado por el doctor Jorge Carpizo, el doctor Leonel Pereznieto Castro, el arquitecto Jorge Fernández Varela y el doctor Agustín Ayala Castañeda. El grupo técnico estuvo bajo la dirección de Jorge Alberto Manrique, Joaquín Sánchez MacGregor y Luis Cardoza y Aragón. El estudio de la geología del Pedregal lo hizo Salvador Enciso de la Vega. El estudio sobre la vegetación del Pedregal lo realizó Víctor Corona Nava E. Y el equipo de escultores lo conformaron Federico Silva, Helen Escobedo, Hersúa, Manuel Felguérez, Mathias Goeritz y Sebastián.
Al ser una obra colectiva, el equipo de escultores debía de estar de acuerdo en todas las decisiones que se tomaran. Para 1978 el equipo ya había aprobado que la obra fuera circular, por la perfección de la figura geométrica. Después surgió la propuesta de los prismas triangulares. Y finalmente la discusión de qué hacer en el centro. El 1 de diciembre de 1978, Leonel Pereznieto propuso que el interior de la escultura se preservara tal y como estaba, con las formas caprichosas de la lava solidificada. 

## Inauguración
El 23 de abril de 1979 fue inaugurado el espacio escultórico donde se encuentran dispersas de forma geométrica las esculturas creadas por los artistas involucrados en ese proyecto escultórico.
Joaquín Sánchez MacGregor, en su discurso de inauguración de este espacio escultórico dijo lo siguiente: "Este reloj solar, mandala telúrico; este centro ceremonial prehispánico del siglo XX, espectáculo para espectáculos, susceptible de múltiples lecturas y funciones, nace bajo el signo de la unidad de los opuestos, del amor a un cambio que precisamente por serlo se nutre con las mejores tradiciones, tan diversas entre sí, del arte industrial o tecnológico, del muralismo mexicano en su dimensión pública, de los valores formales y comunitarios que ostentan los conjuntos precolombinos hoy desacralizados".

## Estructura
La obra consiste en una superficie de terreno natural del Pedregal, formado por la lava solidificada del volcán Xitle, sin vegetación y encerrado en una plataforma circular compuesta por una plataforma de desplante y una serie de módulos geométricos colocados sobre la misma. El diámetro exterior mide 120 metros y el diámetro interior 92.78 metros. 

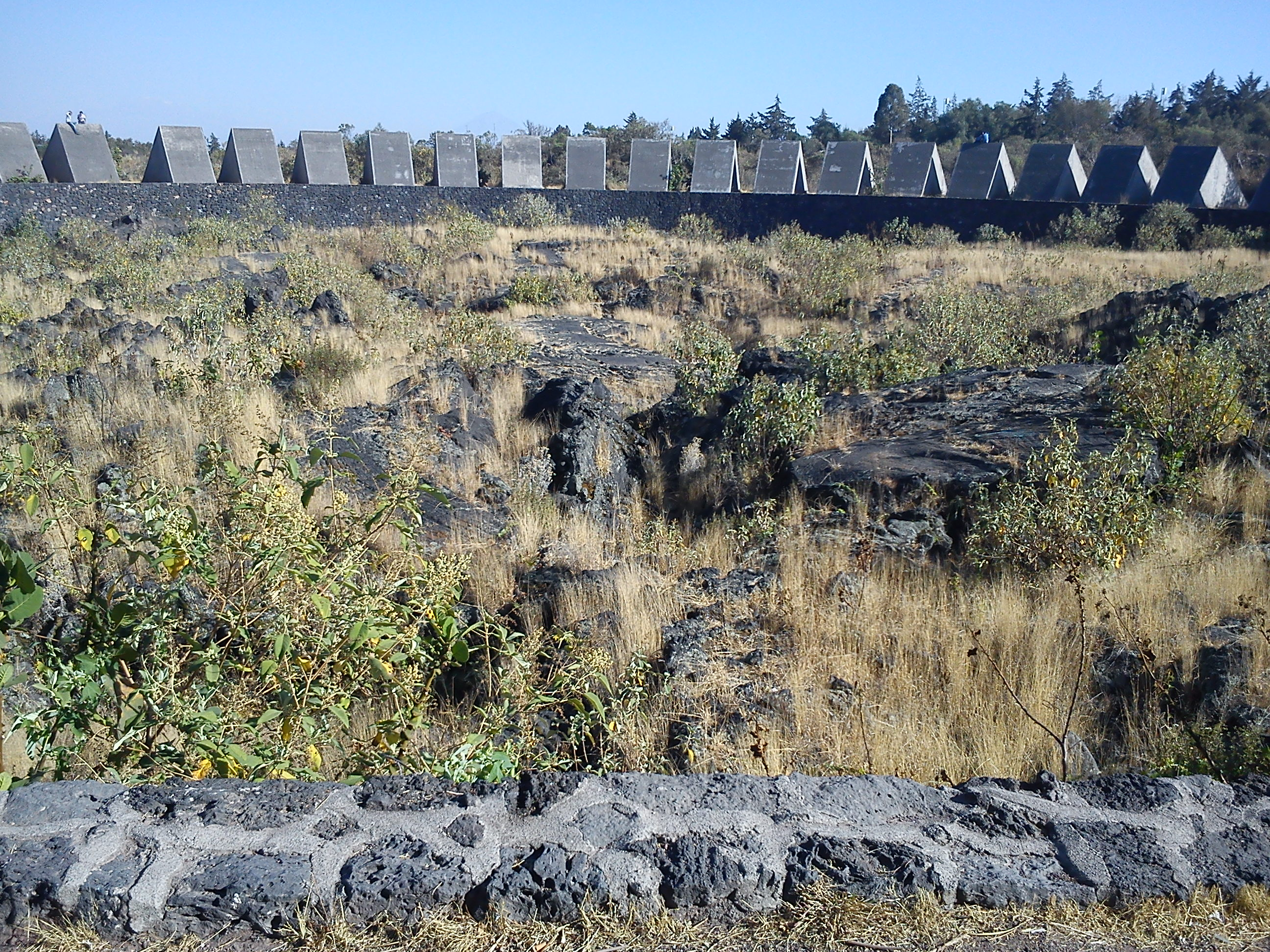

La plataforma está construida con base en dos muros de piedra volcánica, que contiene relleno de balastra, para obtener un piedraplén permeable. La altura de los muros varía debido a la topografía del terreno (oscila entre los 50 centímetros y los 9 metros). La superficie está acabada en grano de tezontle, para mantener la permeabilidad y proporcionar un toque de color.
Sobre la plataforma se erigen 64 prismas poliédricos de base rectangular , de 9*3 metros, con una altura de 4 metros. La disposición de estos módulos es por cuadrantes, en cada uno hay 16 módulos separados entre sí por una distancia de 1.75 metros en el perímetro interior, y sobre el exterior de 2.67 metros. Los cuadrantes de los cuatro puntos cardinales miden 3.60 metros sobre el perímetro interior y 4.80 metros sobre el exterior, de tal forma que donde están marcados los puntos cardinales hay una separación mayor, claramente visible. 
Los módulos fueron cimentados sobre una loza de concreto armado. Los muros de los paramentos verticales también son de concreto armado, y sobre ellos se colocaron viguetas de concreto precoladas que soportan bloques huecos de cemento y arena. La superficie de todas las caras tuvo un martelinado grueso para proporcionar la textura propuesta por los escultores.